# Fridhem (Malmö)
Fridhem is een wijk in het stadsdeel Västra Innerstaden van de Zweedse stad Malmö. De wijk telt 1.793 inwoners (2013) en heeft een oppervlakte van 0,43 km².
De oudste villa's van Fridhem zijn gebouwd in het einde van de jaren 90 van de negentiende eeuw. Deze zijn eigendom van de hogere middenklasse. In 1898 kreeg de wijk openbaar vervoer in de vorm van een omnibus, die in 1907 werd vervangen door een elektrische tram. Koopmannen en industriële ondernemers bouwden in omstreeks 1910 nieuwe villa's, die ontworpen werden door architecten als Ragnar Östberg en Carl Bergsten. In de periode na de oorlog werd een deel van de oudste villa's gesloopt voor nieuwbouw.